# Scapulaseius makilingensis
Scapulaseius makilingensis är en spindeldjursart som först beskrevs av Schicha och Corpuz-Raros 1992.  Scapulaseius makilingensis ingår i släktet Scapulaseius och familjen Phytoseiidae. Inga underarter finns listade i Catalogue of Life.